# Jan Arkema
Jan Arkema (Termunterzijl, 10 augustus 1791 – Warffum, 8 september 1863) was een Nederlands burgemeester van Warffum en chirurgijn.
Arkema werd in 1791 geboren als zoon van Petrus Arkema en Elizabet Melles. Aanvankelijk fungeerde Arkema als medicus. Van januari 1846 tot maart 1852 was hij burgemeester van Warffum. 
Arkema trouwde te Warffum op 13 januari 1820 met Catharina van Bolhuis (1789-1850), dochter van mr. Jan van Bolhuis (1750-1803).